# Neobrettus
Neobrettus là một chi nhện trong họ Salticidae.